# 19663 Rykerwatts
19663 Rykerwatts è un asteroide della fascia principale. Scoperto nel 1999, presenta un'orbita caratterizzata da un semiasse maggiore pari a 2,7285420 UA e da un'eccentricità di 0,0571579, inclinata di 8,42109° rispetto all'eclittica.